# Volition, LLC
Volition (ранее Deep Silver Volition, LLC, Volition, Inc и Parallax Software Corporation) — производитель компьютерных игр для игровых консолей и компьютеров. Volition и компания Outrage Entertainment образовалась после разделения Parallax Software (разработчика игр серии Descent).
31 августа 2023 года Volition была закрыта в результате реструктуризации материнской компании Embracer Group.

## История
Volition образовалась в результате разделения офисов Parallax Software, территориально располагавшихся в двух разных городах. После выхода Descent II часть сотрудников переехала в Мичиган, где сформировала студию Outrage Entertainment, другая же группа осталась в офисах Parallax в Шампейне и стала Volition.
Volition продолжила разработку игр серии Descent, в частности, серию космических симуляторов FreeSpace. После банкротства Interplay Entertainment, являвшейся издателем студии, Volition была приобретена компанией THQ в сентябре 2000 года. Студия переключилась на разработку приключенческих игр, включая серии Red Faction, Summoner, The Punisher и Saints Row.
После банкротства THQ её активы были распроданы на аукционе. Активы Volition (включая права на серию Saints Row) были приобретены компанией Koch Media за 22,3 миллиона долларов США, что стало одним из крупнейших приобретений аукциона.
В период с 2015 по 2022 год под новым издателем Volition выпустила Saints Row IV и Agents of Mayhem. После выхода неудачного перезапуска Saints Row в ноябре 2022 студия была передана Gearbox Entertainment через материнскую компанию Embracer Group.
31 августа 2023 года Volition была закрыта в результате реструктуризации материнской компании Embracer Group.